# Săliștea de Sus
Săliștea de Sus (in ungherese Felsőszelistye) è una città della Romania di 5 122 abitanti, ubicata nel distretto di Maramureș, nella regione storica della Transilvania. 
Săliștea de Sus ha ottenuto lo status di città nel 2004.
Nell'area della città si trovano due chiese facenti parte del complesso delle Chiese lignee del Maramureș. Entrambe sono dedicate a S. Nicola (Sfântul Nicolae):
- la prima, nota anche come Biserica din Deal o Nistoreștilor, venne costruita nel 1650, incendiata dai Tatari nel 1717 e successivamente ricostruita.
- la seconda, nota anche come Biserica din Deal o Bulenilor, venne costruita nel 1722 e contiene al suo interno dipinti ed icone risalenti alla fine del XVIII secolo.